# Glossocardia
Glossocardia es un género de plantas fanerógamas perteneciente a la familia de las asteráceas. Comprende 14 especies descritas y  solo 12 aceptadas.

## Taxonomía
El género fue descrito por Alexandre Henri Gabriel de Cassini y publicado en Bull. Sci. Soc. Philom. Paris 1817: 138. 1817. La especie tipo es: Glossocardia linearifolia Cass. = Glossocardia bosvallia (L.f.) DC.

## Especies aceptadas
A continuación se brinda un listado de las especies del género Glossocardia aceptadas hasta junio de 2012, ordenadas alfabéticamente. Para cada una se indica el nombre binomial seguido del autor, abreviado según las convenciones y usos.
- Glossocardia alorensis Veldkamp & Kreffer
- Glossocardia bidens (Retz.) Veldkamp
- Glossocardia bosvallia (L.f.) DC.
- Glossocardia calva (Sch.Bip. ex Miq.) Veldkamp
- Glossocardia condorensis (Gagnep.) Veldkamp
- Glossocardia integrifolia (Gagnep.) Veldkamp
- Glossocardia josephinae Veldkamp & Kreffer
- Glossocardia leschenaultii (Cass.) Veldkamp
- Glossocardia orthochaeta (F.Muell.) Veldkamp
- Glossocardia refracta Veldkamp
- Glossocardia smithii (Backer) Veldkamp
- Glossocardia tridentata (Turcz.) Veldkamp